# Flowblade
Видеоредактор Flowblade — нелинейный видеоредактор для Linux с открытым исходным кодом, построенный с помощью Python, GTK и MLT Framework.
Проект был создан в 2009 году ведущим разработчиком Янне Лильебладом. Исходный код в настоящее время размещён на Github, а пользовательский интерфейс переведён на следующие языки — чешский, финский, французский, немецкий, испанский, итальянский, венгерский, русский, украинский и китайский.
Windows и OS X не поддерживаются.

## Особенности[5]

### Инструменты перемещения
- Вставка
- Перемещение
- Распорка
- Коробка

### Инструменты обрезки
- Обрезка
- Прокрутка
- Скольжение
- Обрезка со сдвигом
- Мультиобрезка

### Прочие инструменты
- Резка
- Ключевой кадр

### Функции монтажного стола
- Вставка и перезапись клипов и их участков во время добавления на монтажный стол;
- Ключевые кадры во всех композиторах;
- Ключевые кадры в большинстве эффектов;
- Перемещение клипов по монтажному столу;
- Синхронизация клипов со звуком и композиторами, а также повторная синхронизация;
- Отделение звука от видео;
- Отображение звукового спектра;
- Клонирование и копирование клипов и эффектов;
- Отключение на дорожке видео и/или звука;
- Использование маркеров;
- Доступ к 9 комбинированным видео и звуковым дорожкам;
- Изменение количества дорожек;
- Управление воспроизведением с помощью клавиш JKL и поиск кадра с помощью клавиш со стрелками;
- Изменение направления и скорости клипа;
- Экспорт в: MLT XML, сеанс Adrour, текущего кадра в изображение.

### Эффекты
- Альфа: Блуждающая маска, Выделение по цвету, Вытеснение, Градиент Альфа, Кадрирование, Ключ яркости, Модификация альфа, Непрозрачность, Подавление рассеивания, Файл каше в альфа, Фигуры в альфа, Хромакей;
- Движение: Балтан, Головокружение, Нервозность, Стоп-кадр;
- Звук: Громкость, Моно в стерео, Нормализация, Панорама, Панорама левого канала, Панорама правого канала, Поменять каналы местами;
- Звуковые фильтры: GSM симулятор, Виниловая пластинка, Задержка (Delayorama), Изменение тона (AM), Изменение тона (высокое качество), Искажение (Barry’s Satan), Искажение (Диодный процессор), Искажение (Наложение спектров), Искажение (Оборот волны), Искажение (Указатель поворота), Полосовой фильтр, Пороговый шумоподавитель, Реверберация (пластина), Реверберация (GVerb), Смещение сигнала, Смещение скорости, Смещение частоты — Bode/Moog, Удаление клиппинга, ФВЧ (Баттерворта), ФНЧ (Баттерворта), Фленджер (DJ), Хорус (Мультиголос), Эквалайзер (многополосный), Эквалайзер (трёхполосный);
- Имитация: Виньетирование, Виньетирование (расширенное) Дизеринг, Жалюзи, Зернистость, Линии, Мультфильм, Мягкое свечение, Пыль, Свечение, Старое кино, Тиснение, Угольный карандаш, Цветовые полутона;
- Искажения: Волны, Зеркальное отражение, Зеркальный поворот, Коррекция дисторсии, Коррекция объектива, Перспектива, Сбитая синхронизация, Сетка;
- Контур: Свечение краёв, Собель;
- Размывание: Пикселизация, Размывание, Размывание IRR, Размывание по рамке, Шум RGB;
- Трансформация: Вращение, Наклон и сдвиг, Позиция и масштаб;
- Улучшения: Резкость, Шумоподавление, Экранное каше;
- Уход / Выход из затемнения: Уход в затемнение, Уход/выход из затемнения, Выход из затенения;
- Цвет: Lut3D, Баланс белого, Инвертировать, Колерование, Контраст, Кривые, Микширование каналов, Насыщенность, Оттенки серого, Уровень/Гамма/Усиление, Уровень/Гамма/Усиление/Цвет, Уровни, Цветокоррекция, Яркость;
- Цветовые фильтры: Газетная бумага, Градиентная заливка, Изогелия, Кластеризация цвета, Окрашивание, Основные цвета, Порог, Сепия, Техниколор, Тонирование, Трёхслойный, Удержание цвета, Цветной порог, Цветовая имитация, Цветовое отличие.

## Поддерживаемые форматы
- Самые распространённые видео и аудио форматы.
- Графические типы файлов JPEG, PNG, TGA, TIFF.
- Векторная графика SVG.
- Последовательности из нумерованных кадров.

## Выходная кодировка
- Наиболее распространённые видео и аудио форматы, зависит от установленных кодеков MLT / FFMpeg.
- Пользователь может настроить сборку, устанавливая индивидуальные параметры FFMpeg.